# بيرنيل بلوم
بيرنيل بلوم هي سباحة دنماركية ولدت في 14 مايو 1994 وفازت بالميدالية الذهبية في أولمبياد 2016 في سباق 50 متر.

## روابط خارجية
- بيرنيل بلوم على موقع الاتحاد الدولي للسباحة (الإنجليزية)
- بيرنيل بلوم على موقع SwimRankings.net (الإنجليزية)
- بيرنيل بلوم على موقع اللجنة الأولمبية الدولية (الإنجليزية)
- بيرنيل بلوم على موقع أوليمبيديا (الإنجليزية)